# REBASE (база данных)
REBASE (от англ. Restriction Enzyme  Database) — база данных, содержащая информацию об эндонуклеазах рестрикции, ДНК-метилтрансферазах и других компонентах систем рестрикции-модификации.
REBASE содержит обширный набор ссылок, сайтов узнавания и расщепления, последовательностей и структур, а также информацию о коммерческой доступности каждого фермента. REBASE является одной из старейших биологических баз данных, она ведёт свои корни из коллекции рестриктаз собранной Ричардом Робертсом ещё до 1980 года.
C того времени в журнале Nucleic Acids Research регулярно публикуются описания этой базы данных.

## Внешние ссылки
- http://rebase.neb.com Архивная копия от 16 февраля 2015 на Wayback Machine